# Eulithis pallidata
Eulithis pallidata är en fjärilsart som beskrevs av Lambert-Joseph-Louis Lambillion 1903. Eulithis pallidata ingår i släktet Eulithis och familjen mätare. Inga underarter finns listade i Catalogue of Life.